# Teatro stabile
Il teatro stabile è ente autonomo dedicato all'organizzazione teatrale in forma di servizio pubblico, caratterizzato dal particolare legame con la realtà territoriale in cui opera.

## Storia
Giorgio Strehler e Paolo Grassi sono stati i precursori del teatro stabile. Grassi illustra come segue le basi sulle quali si fondava la loro idea.
(Paolo Grassi, dal numero di maggio '46 di Sipario)
Queste idee li portarono a fondare, un anno dopo, il Piccolo di Milano, il primo teatro stabile italiano.
(Nel programma della stagione di fondazione del Piccolo di Milano)
In Italia molti enti pubblici sono proprietari di teatri, spesso affittati a gestioni private. Quasi tutti i capoluoghi di provincia sono possessori di teatri di proprietà. La presenza di un teatro stabile richiede che l'ente stesso riprenda il controllo dell'amministrazione diretta delle sale, con lo scopo di instaurare una gestione meno legata al fattore economico e più orientata all'idea di teatro come funzione sociale. In un teatro gestito secondo questo ideale, le forme di abbonamento sono più semplici e convenienti, adatte anche ai meno abbienti che in questo modo hanno la possibilità di assistere a spettacoli di alto livello artistico e culturale. Queste proposte hanno avuto il merito di allargare il pubblico delle rappresentazioni teatrali, non più limitato a quello altoborghese degli habitué della tradizione italiana otto-primonovecentesca, ma esteso a fasce consistenti di studenti, di giovani, di strati di piccola e media borghesia che sono penetrati organicamente fra gli abbonati e frequentatori dei teatri stabili.
Quasi ottant'anni dopo la nascita del primo teatro stabile italiano totalmente pubblico, il Piccolo di Milano, oggi vi sono diciassette strutture attive in territorio italiano. Nel giro di meno di un decennio - fra il 1947 e il 1955 - i tre poli industriali, Milano, Genova e Torino, si attrezzano con teatri stabili.
Il sistema degli stabili si fonda su una coppia di consoli, un direttore organizzativo accanto a un direttore artistico: storicamente, a Milano furono Grassi e Strehler, a Genova Chiesa e Squarzina, a Torino Nuccio Messina e Gianfranco De Bosio.

### Teatri nazionali
Nei primi anni 2010 si decise la riforma della categoria, con l'istituzione nel 2014 dei Teatri Nazionali e dei Teatri di rilevante interesse culturale (o TRIC).

## Teatri stabili a iniziativa privata
I teatri stabili ad iniziativa privata o mista pubblico-privata, denominati "teatri stabili privati", si caratterizzano per un progetto artistico integrato di produzione, formazione, promozione, ospitalità ed esercizio.

## Teatro stabile d'innovazione
I teatri stabili di innovazione sono teatri stabili con finalità culturali definite, che svolgono, con carattere di continuità, attività di produzione e promozione nel campo della sperimentazione, della ricerca e del teatro per l'infanzia e la gioventù. Tale attività si caratterizza per finalità pubblica del progetto artistico-culturale; particolare attenzione dedicata al rinnovamento del linguaggio teatrale ed alle nuove drammaturgie; sviluppo del metodo di ricerca anche in collaborazione con le università; rapporto con il territorio, con particolare riferimento alle zone che presentano una inadeguata presenza teatrale.